# Мокану, Михай
Михай Мокану (рум. Mihai Mocanu; 24 февраля 1942, Констанца, Румыния — 18 июня 2009, Констанца, Румыния) — румынский футболист, защитник. Выступал за сборную Румынии, участвовал в Чемпионате мира по футболу 1970.

## Карьера
Начал профессиональную карьеру в футбольном клубе «Петролул», в 1961 году. В нем он провел 10 лет. За это время провел 201 матч, в которых забил 6 раз.

В 1971 году перешел в ФК «Омония» из Никосии, вместе с этим клубом выиграл чемпионат и кубок Кипра.

В 1973 вернулся в родной «Петролул», в котором спустя 2 года завершил карьеру.

С 1966 по 1971 года выступал за сборную Румынии по футболу, участвовал в чемпионате мира 1970 года. За это время провел 33 матч, в которых ни разу не забил.

## Награды
Петролул
- Чемпионат Румынии
- Победитель (1): 1965/66

Омония
- Чемпионат Кипра
- Победитель (1): 1973/74
- Кубок Кипра
- Победитель (1): 1973/74